# Liste der Baudenkmale in Putāruru
Die Liste der Baudenkmale in Putāruru umfasst alle vom New Zealand Historic Places Trust (NZHPT) als „Historic Place“ oder „Historic Area“ eingestuften Baudenkmale und Flächendenkmale der neuseeländischen Ortschaft Putāruru. Die Angaben stammen aus dem Register des NZHPT. Die Bezeichnungen der Baudenkmale orientieren sich an diesem Register. In die Liste werden auch bekannte Wahi Tapu (Area), kulturell und religiös bedeutsame Stätten und Gebiete der Māori, aufgenommen. Sie werden jedoch meist nicht publiziert.

| Bild | Bezeichnung                               | Ort      | Anschrift                  | Beschreibung                      | Bauzeit    | Eintrag           | Nummer | Kat. |
| ---- | ----------------------------------------- | -------- | -------------------------- | --------------------------------- | ---------- | ----------------- | ------ | ---- |
| BW   | House                                     | Putāruru | 83 Tirau Street Karte      | Wohnhaus                          | 1939       | 5. September 1985 | 4274   | 2    |
| BW   | House                                     | Putāruru | 85 Tirau Street Karte      | Wohnhaus                          | 1939       | 5. September 1985 | 4275   | 2    |
| BW   | House                                     | Putāruru | 87 Tirau Street Karte      | Wohnhaus                          | 1939       | 5. September 1985 | 4276   | 2    |
| BW   | Courthouse (Former)                       | Putāruru | 67 Tirau Street Karte      | Gerichtsgebäude, ehemaliges       | 1935       | 5. September 1985 | 4277   | 2    |
| BW   | House                                     | Putāruru | 74 Kensington Street Karte | Wohnhaus                          | 1937, 1940 | 5. September 1985 | 4278   | 2    |
| BW   | House                                     | Putāruru | 56 Arapuni Street Karte    | Wohnhaus                          | 1930       | 5. September 1985 | 4279   | 2    |
| BW   | Borough Council Office (former School)    | Putāruru | 4 Overdale Street Karte    | Gemeindeverwaltung, früher Schule | 1906       | 5. September 1985 | 4280   | 2    |
| BW   | Assembly of God Church (Methodist Church) | Putāruru | 95 Tirau Street Karte      | Kirche, methodistische            | 1919       | 5. September 1985 | 4462   | 2    |